# Cepolidae (poissons)
Pour la famille de gastéropodes, voir Cepolidae (gastéropodes)
Famille
Les Cepolidae sont une famille de poissons marins de l'ordre des Perciformes. Cette famille regroupe quatre genres, subdivisés en deux sous-familles, pour un total de 21 espèces.

## Liste des sous-familles et genres
Selon FishBase (17 février 2015) :
- genre Acanthocepola Bleeker, 1874
  - Acanthocepola abbreviata
  - Acanthocepola indica
  - Acanthocepola krusensternii
  - Acanthocepola limbata
- genre Cepola Linnaeus, 1766
  - Cepola australis Ogilby, 1899
  - Cepola haastii
  - Cepola macrophthalma
  - Cepola pauciradiata Cadenat, 1950
  - Cepola schlegelii Bleeker, 1854
- genre Owstonia Tanaka, 1908
  - Owstonia dorypterus
  - Owstonia grammodon
  - Owstonia maccullochi Whitley, 1934
  - Owstonia pectinifer
  - Owstonia sarmiento Liao, Reyes & Shao, 2009
  - Owstonia totomiensis Tanaka, 1908
  - Owstonia weberi
- genre Pseudocepola Kamohara, 1935
  - Pseudocepola taeniosoma Kamohara, 1935
- genre Sphenanthias Weber, 1913
  - Sphenanthias macrophthalmus Fourmanoir, 1985
  - Sphenanthias nigromarginatus Fourmanoir, 1985
  - Sphenanthias sibogae Weber, 1913
  - Sphenanthias simoterus Smith, 1968
  - Sphenanthias tosaensis
  - Sphenanthias whiteheadi Talwar, 1973